# 麥克阿爾平 (佛羅里達州)
麥卡爾平（英語：McAlpin）是位於美國佛羅里達州薩旺尼縣的一個非建制地區。該地的面積和人口皆未知。

## 地理
麥卡爾平的座標為30°08′21″N 82°57′06″W / 30.13917°N 82.95167°W，而該地的平均海拔高度為31米（即102英尺）。